# Фули
Фули (Фул, Фула) (грецьке: αἱ Φοῦλλοι) — ранньосередньовічне місто на території Криму, згадуване в агіографічних джерелах, присвячених Кирилу і Мефодію, а також Іоанну Готскому. Центр Фулльскої єпархії Константинопольського патріархату. Точне місцезнаходження міста невідомо. За одними даними, місто могло розташовуватися на території стародавнього приморського поселення, виявленого в околицях Коктебеля на пагорбі Тепсень. Інші фахівці пов'язують Фули з печерними містами Чуфут-Кале і Киз-Кермен. Усього відомо більше 15 версій місцезнаходження міста.

## Історія
Місто вперше згадується в повідомленні про посольство до тюркам візантійського історика Менандра Протектора, датованому приблизно 576-579 роками.
В «Житії Іоанна Готського» місто названо місцем ув'язнення святого, який брав участь у повстанні проти хазар. Звідти ж його переправили морем в Амастриду. За легендою, в Фуллах Іван визволив від ран, які вкривали тіло від ніг до голови, дитя місцевого правителя.

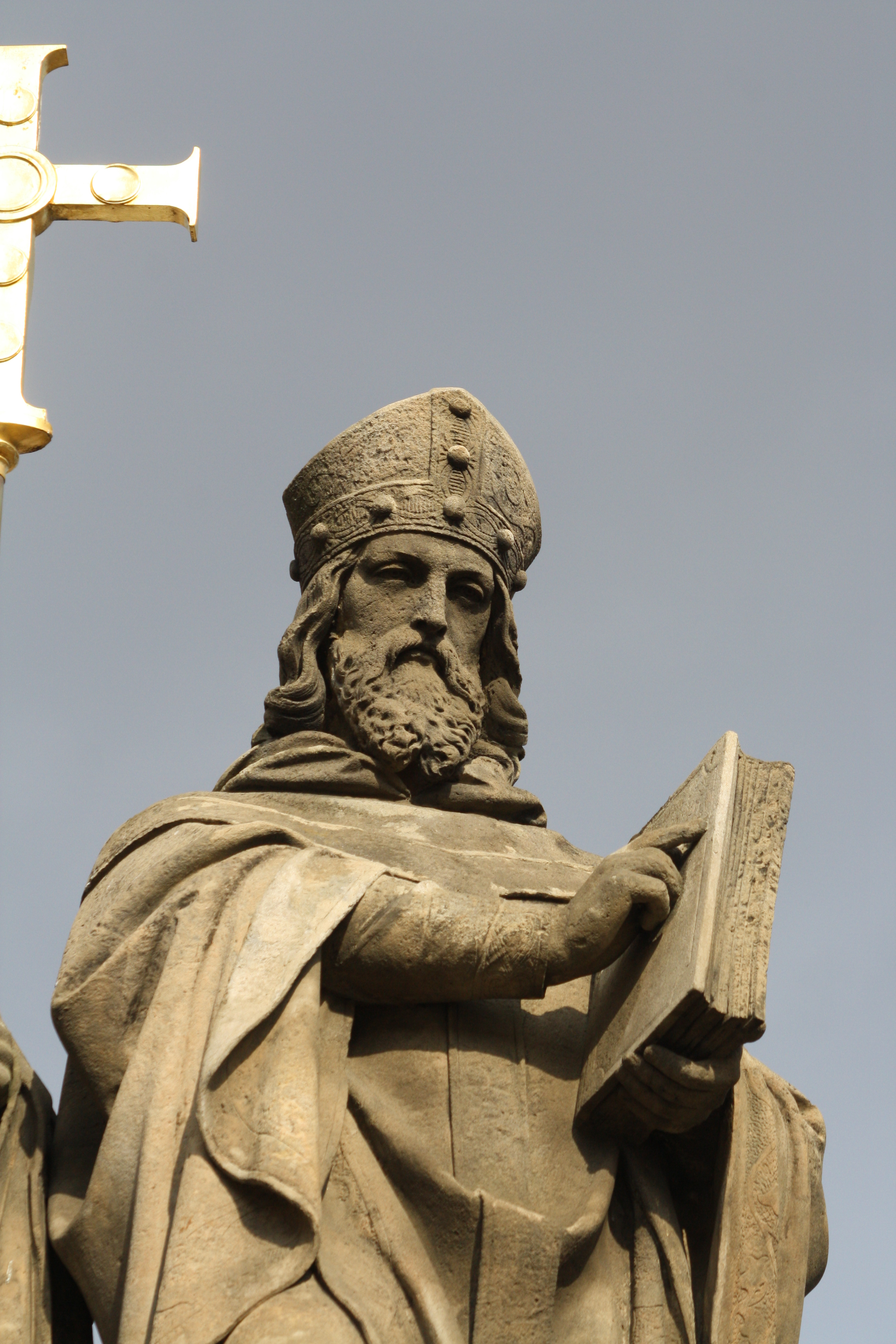
Кирило Філософ звернув жителів Фулл в християнство

З жителями міста зіткнувся і Кирило Філософ. Згідно агиографическим джерел, Кирило, повертаючись з хазарської столиці в Корсунь, потрапив у місто Фули. Місцеві чоловіки поклонялися великому дубу, стовбур якого зрісся з черешнею. Жінок до нього не підпускали. Дерево називали чоловічим ім'ям Олександр. Кирило почав докоряти людей за поклоніння дереву, оскільки багато місцевих жителів вже були хрещені, але не залишили віри предків. В «Житії Кирила» сказано, що після проповіді старійшина міста підійшов до Євангелія і поцілував його; за ним послідували і інші. Доля дерева виявилася сумною. По завершенні проповіді Кирило і інші люди зрубали дуб сокирою. До цих пір ведуться суперечки, хто населяв місто. Під фульським народом іноді мають на увазі гунів або чорних болгар, оскільки кримські готи, інші найбільш ймовірні кандидати, згідно з відомостями про населення Криму того періоду, до життєпису Кирила вже давно звернулися в християнство і навряд чи масово дотримувалися віри предків. З причини того, що в житії Кирила під своїм іменем названі і хазари, також дослідники часто відкидають версію, що в місті проживало хозарське населення. У житії написано, що в Фуллах люди говорили фульскою мовою. У творі «Похвала святої Богородиці», приписуваному Кирилу Філософу, також є свідчення про фульський народ, який перераховується (поряд з іншими кримськими народами: готами та скіфами) у списку народів Європи, Азії та Африки, які поклоняються Богородиці.

### Фульска єпархія
У стародавніх джерелах згадується якесь єпископство охоцирів біля Фулів у складі Готської єпархії. На початку X століття у списку єпархій візантійської церкви з'являється Фульська єпархія (в переліку Лева Філософа вона знаходиться на 36 місці), яка потім була об'єднана з Сугдійською, а після, вже в якості Сугдійсько-Фульською, і з Кафскою єпархією. У 1678 році Кафсько-Фулльску єпархію знову реорганізували і з'єднали з Готською, в результаті чого з'явилася Готсько-Кафска єпархія, вже без згадки Фульської.

## Спори про місцезнаходження
Одним із перших істориків, які зацікавилися місцезнаходженням міста, був шведський вчений Йоганн Тунманн. Він вважав, що Фули перебували на місці Чуфут-Кале або ж раніше так називалася столиця князівства Феодоро Мангуп.

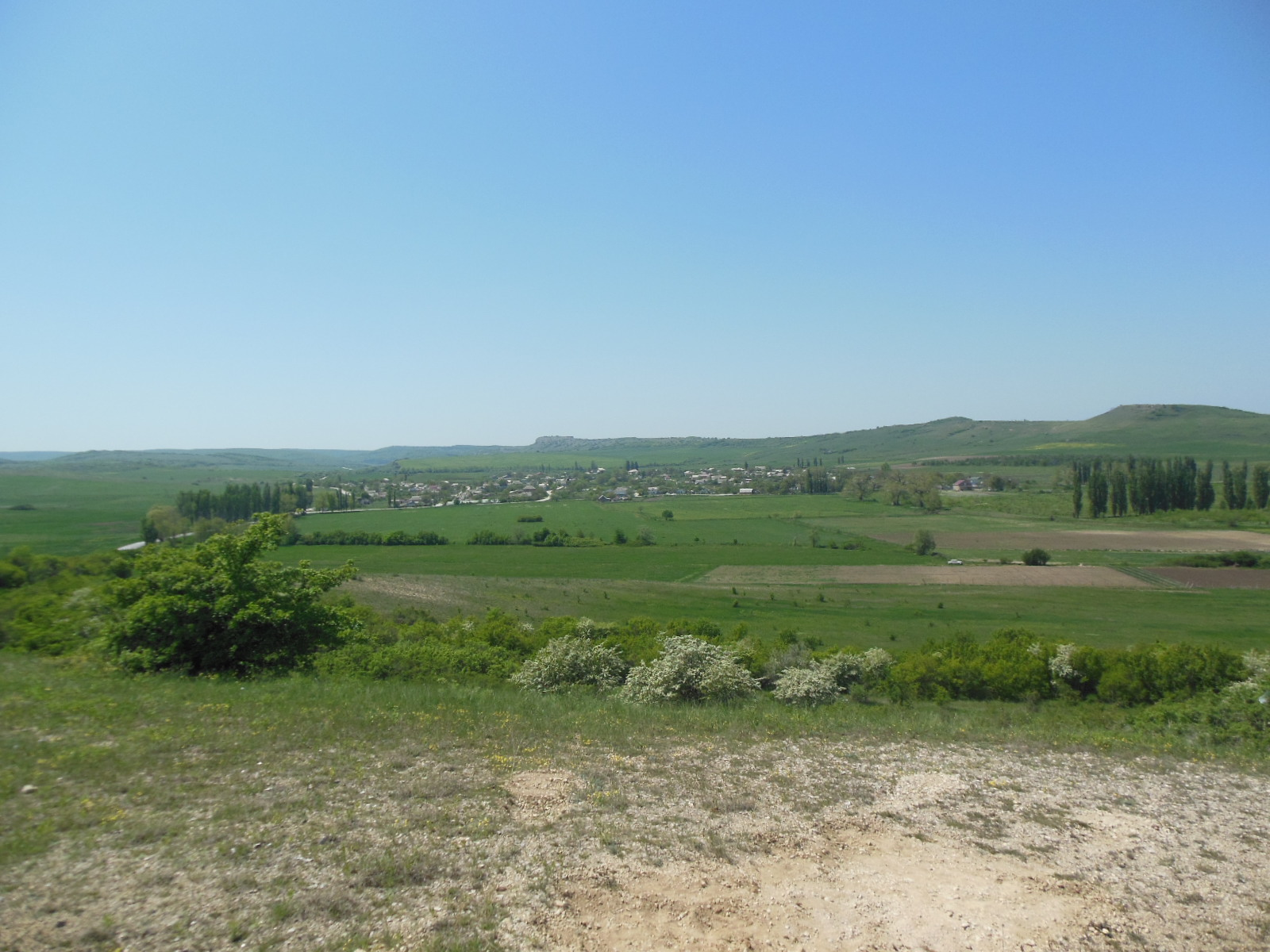
Селище Балки – одне з ймовірних місць, де перебували середньовічні Фулли